# Gorka Kijera
Gorka Kijera Salaberría (Hernani, Guipúzcoa, 26 de mayo de 1986) es un futbolista español que juega en la posición de defensa en el Real Unión Club de la Segunda División B de España.

## Trayectoria
Comenzó su carrera en la Real Sociedad juvenil, para después marchar al Hernani, Lemona y Bilbao Athletic, donde había firmado por dos años. Antes de jugar en el Lemona, militó en las filas de la Real Sociedad B. Rescindió su contrato para terminar la temporada en el Hernani. Su paso por el Bilbao Athletic dejó una nómina de cuatro partidos, todos como titular, y sólo uno de ellos como lateral izquierdo, posición para la que había sido fichado del Lemona.
Una serie de problemas personales le llevaron a dejar el Bilbao Athletic para volver al Hernani.
En 2009 firmó con la S. D. Eibar por dos años para ocupar la banda izquierda.
Con el Eibar hizo una buena temporada, en la que jugó el play-off de ascenso a la Liga Adelante. El objetivo del ascenso no se consiguió y Kijera dejó el club al término de la temporada 2010/2011.
En junio del año 2011 fichó por el FC Cartagena por una temporada con opción a una segunda para debutar así en la Segunda División.
El objetivo marcado por el club era el ascenso a Primera División. Comenzó como suplente pero se afianzó como lateral izquierdo. Curiosamente, este hecho coincidió con una mejora en el bagaje defensivo del equipo. A pesar de ello, a falta de dos jornadas se consumó el descenso de la plantilla más cara en las 18 temporadas que el fútbol cartagenero disputó hasta la fecha en Segunda División (15 con el Cartagena FC y 3 con el FC Cartagena). Finaliza la temporada con un total de 21 partidos disputados con el conjunto cartagenero.
Para la temporada 2012-13 fichó por el Real Unión, club que para dicha temporada competiría en la Segunda División B.
El siguiente año volvió a la S. D. Eibar, equipo con el que vuelve a la Segunda División de España donde renovaría por 1 año más (2016) después de conseguir el histórico ascenso del equipo armero a la Primera División.
En el verano de 2014 fichó por el Club Deportivo Mirandés de Segunda División. En la jornada 9 metió su primer gol en la Liga Adelante con la camiseta del equipo burgalés, frente al Albacete (victoria 3-2). Kijera renueva su contrato y sigue en el Mirandés en la 2015-16.
En su segunda temporada con el Mirandés, en diciembre del 2015 mete un gol de falta directa contra la S. D. Huesca. El Mirandés ganó 1-2. El 9 de enero vuelve a marcar, esta vez de gol olímpico, en el partido que jugaron frente al Almería (1-1).
El 24 de julio de 2020 el C. D. Mirandés comunicó que no continuaría en el club tras finalizar su contrato. Unas semanas después regresó al Real Unión Club.

## Clubes
| Club            | País   | Año       |
| --------------- | ------ | --------- |
| Real Sociedad B | España | 2005      |
| C. D. Hernani   | España | 2005-2007 |
| S. D. Lemona    | España | 2007-2008 |
| Bilbao Athletic | España | 2008      |
| C. D. Hernani   | España | 2008-2009 |
| S. D. Eibar     | España | 2009-2011 |
| F. C. Cartagena | España | 2011-2012 |
| Real Unión      | España | 2012-2013 |
| S. D. Eibar     | España | 2013-2014 |
| C. D. Mirandés  | España | 2014-2020 |
| Real Unión      | España | 2020-2023 |
|                 |        |           |